# Jair Bolsonaro
Jair Messias Bolsonaro (ur. 21 marca 1955 w Glicério) – brazylijski polityk i emerytowany żołnierz, kapitan. W latach 1989–1991 radny Rio de Janeiro, w latach 1991–2018 poseł do brazylijskiej Izby Deputowanych. W latach 2019–2022 prezydent Brazylii.

## Życiorys
Urodzony 21 marca 1955 r. w Glicério jako syn Perciego Geraldo Bolsonaro i Olindy Bonturi Bolsonaro. W 1977 r. ukończył kurs oficerski w Academia Militar das Agulhas Negras. W 1988 r. wybrany radnym Rio de Janeiro z list Partii Demokratyczno-Chrześcijańskiej, od 1991 r. deputowany tej partii do Kongresu. W 1993 r. uczestniczył w zakładaniu Partii Progresywno-Reformatorskiej. W latach 1994, 1998, 2002, 2006, 2010 i 2014 zyskiwał reelekcję.
W 2018 r. ogłosił swój start w wyborach prezydenckich z poparciem Partia Socjalliberalnej (port. Partido Social Liberal). 6 września 2018 podczas wiecu wyborczego w mieście Juiz de Fora, prowadzący w sondażach Bolsonaro został trzykrotnie raniony w brzuch nożem. Trafił do szpitala w ciężkim stanie walcząc o życie, sprawca został aresztowany przez policję.
W pierwszej turze zdobył 46,4% głosów – był to pierwszy wynik – drugi był Fernando Haddad z wynikiem 28,7%. Zwyciężył w drugiej rundzie, zdobywając 55,2% głosów. Urząd prezydenta objął 1 stycznia 2019.
Ubiegał się o reelekcję w wyborach w 2022 roku, lecz bez rezultatu. 2 października odbyła się pierwsza tura wyborów, gdzie uzyskał 43,2% głosów, a jego główny kontrkandydat Luiz Inácio Lula da Silva otrzymał poparcie 48,4% wyborców. W drugiej turze, która odbyła się 30 października, Bolsonaro zdobył 49,1% głosów. Przegrał z Lulą, który zdobył 50,9% głosów. Stał się pierwszym prezydentem Brazylii, który przegrał swój wybór o drugą kadencję. Urząd zakończył 1 stycznia 2023, nie uczestnicząc w inauguracji swojego następcy. 8 stycznia 2023 roku kilka tysięcy zwolenników Bolsonaro wtargnęło do rządowych budynków w Brasilii w celu odwrócenia wyniku wyborów prezydenckich, które uważali za sfałszowane. Były prezydent potępił zachowanie swoich wyborców, jednocześnie odrzucając zarzuty Luli, jakoby miał swoją skrajną retoryką się przyczynić do ataku na urzędy państwowe.

## Poglądy

### Stosunek do władzy i demokracji
W swojej karierze politycznej wielokrotnie wypowiadał się pozytywnie na temat dyktatury wojskowej w Brazylii, która miała miejsce w latach 1964–1985. W wywiadzie w 1993 roku stwierdził: „jestem zwolennikiem dyktatury, demokracja nigdy nie rozwiąże poważnych problemów narodowych”. Jest też zwolennikiem dyktatury Augusto Pinocheta, w 1998 roku stwierdził, że jego zdaniem, Pinochet powinien zamordować więcej ludzi.
W 1999 roku stwierdził, że należy rozwiązać parlament i wprowadzić dyktaturę, a jedynym rozwiązaniem problemów kraju jest wojna domowa i wymordowanie 30 000 ludzi. Zadeklarował, że śmierć niewinnych ludzi nie będzie niczym złym, ponieważ w każdej wojnie giną niewinni ludzie. Po zwycięstwie wyborczym 27 października 2018 roku zapowiedział, że uwięzi lub wyrzuci z kraju członków lewicowych partii opozycyjnych. Podczas kampanii wyborczej w 2018 roku stwierdził: „strzelajmy do członków Partii Pracujących” . W swojej kampanii postulował łatwiejszy dostęp do broni. Jest również zwolennikiem tortur. Podczas przemówienia w parlamencie dotyczącego impeachmentu prezydent Dilmy Rousseff zadedykował swój głos generałowi, który prowadził więzienie, gdzie torturowano Rousseff .

### Stosunek do kobiet i LGBT
Stwierdził, że posiadanie dziecka płci żeńskiej jest „słabością”. Uważa, że nierówności płacowe kobiet i mężczyzn są uzasadnione, ponieważ kobiety mają przywileje zawodowe takie jak urlop macierzyński . Jest przeciwnikiem legalizacji aborcji. Jest również głosicielem poglądów homofobicznych. Stwierdził, że wolałby by jego syn był uzależniony od narkotyków lub zmarł w wypadku samochodowym niż był gejem . W 2013 roku oświadczył, że jest dumny z bycia homofobem . Jest przeciwnikiem małżeństw osób tej samej płci, które zostały zalegalizowane w Brazylii w 2013 roku. Sprzeciwia się inicjatywom, które mają na celu edukowanie dzieci i młodzieży na temat homoseksualizmu czy homofobii. Uważa, że ukrytym celem takich wysiłków jest zmiana orientacji seksualnej dzieci z heteroseksualnej na homoseksualną .

### Ochrona środowiska
Zapowiedział ograniczenie polityki ochrony środowiska, uważa, że w Amazonii jest zbyt wiele rezerwatów przyrody . Postuluje budowę autostrady przez Amazonię, a także otwarcie terenów chronionych dla przemysłu wydobywczego. Twierdzi, że należy zdelegalizować organizacje pozarządowe działające na rzecz ochrony środowiska w Brazylii np. Greenpeace czy WWF . W kampanii wyborczej w 2018 roku złagodził nieco swoje poglądy w kwestii środowiska, m.in. zrezygnował z postulatu likwidacji ministerstwa ochrony środowiska , które zajmuje się między innymi walką z nielegalną wycinką lasu tropikalnego . Zapowiada jednak ograniczenie roli ministerstwa, m.in. odebranie mu kompetencji wydawania zezwoleń na budowę na terenach chronionych . W czasie kampanii wyborczej krytykował paryskie porozumienie klimatyczne twierdząc, że zagraża ono suwerenności Brazylii.
W 2019 roku, w ciągu pierwszego roku od zaprzysiężenia Bolsonaro na prezydenta, ze względu na prowadzoną przezeń politykę zachęcania hodowców bydła i plantatorów do intensywnej eksploatacji lasów, brazylijski Krajowy Instytut Badań Kosmicznych zanotował wzrost powierzchni pożarów (głównie powstałych wskutek umyślnych podpaleń) o 83 proc. w porównaniu z rokiem wcześniejszym. Oskarżany o odpowiedzialność za gwałtowne pożary Bolsonaro zrzucał ją na organizacje pozarządowe. Po fali krytyki wycofał się częściowo z tych oskarżeń, uznawał ich jednak za „najbardziej podejrzanych” o katastrofę ekologiczną.

### Kwestie gospodarki i nauki
Jest przeciwnikiem nadmiernej ingerencji państwa w gospodarkę, postuluje ograniczenie wydatków państwa, jednocześnie jednak sprzeciwia się prywatyzacji firm państwowych działających w niektórych strategicznych branżach np. koncernu naftowego Petrobras . Postuluje wprowadzenie podatku liniowego i reformę podatkową zmniejszającą podatki dochodowe . Twierdził, że przeprowadzi reformę systemu emerytalnego, która zmniejszy deficyt budżetowy, nie przedstawił jednak szczegółów reformy .
Bolsonaro deklaruje chęć zwiększenia wydatków na prace badawczo-rozwojowe do poziomu 2,5% PKB do końca kadencji w 2022 roku . Uważa, że większa część wydatków na badania i rozwój powinna być do dyspozycji ministerstwa obrony i iść na innowacje militarne . Jeden z jego doradców przygotowujących program w dziedzinie edukacji broni kreacjonizmu i uważa, że uczniowie „powinni wiedzieć, że Charles Darwin istniał, ale nie muszą się z nim zgadzać” .

### Polityka zagraniczna

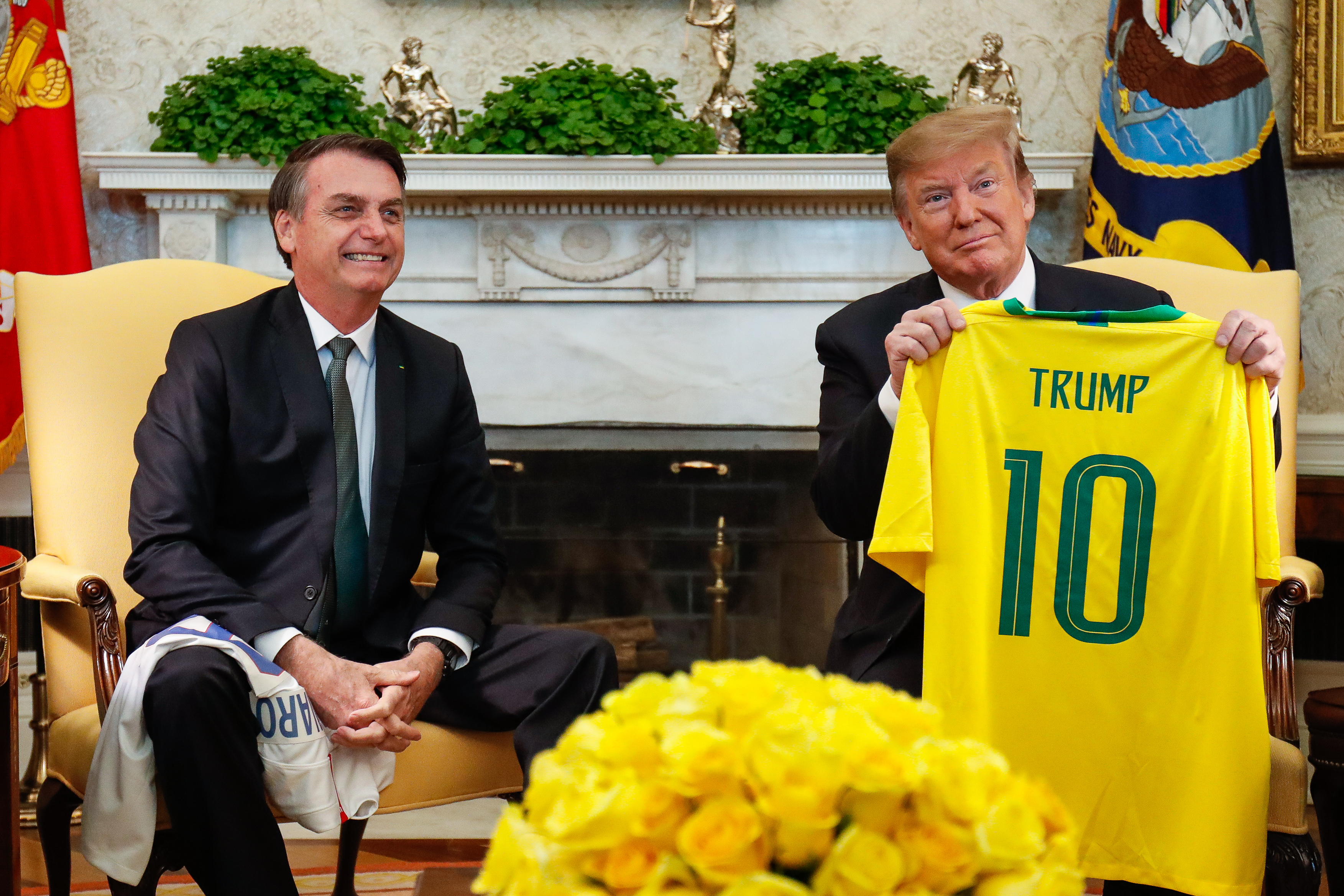
Bolsonaro i Donald Trump w Waszyngtonie

Jest zwolennikiem zwiększenia współpracy pomiędzy Brazylią a USA, wrogo odnosi się do Chin. Uważa, że Brazylia powinna przywiązywać mniejszą wagę do udziału w międzynarodowej organizacji handlowej Mercosur i raczej koncentrować się na porozumieniach bilateralnych. Jest zwolennikiem przeniesienia ambasady Brazylii w Izraelu do Jerozolimy (zob. Ustawa o ambasadzie w Jerozolimie).

## Krytyka
Dziennikarz Glenn Greenwald nazwał Bolsonaro „najbardziej mizoginistycznym, nienawistnym urzędnikiem świata demokratycznego". Brytyjski magazyn „The Economist” opisywał go jako „radykalnego", „religijnego nacjonalistę”, „prawicowego demagoga” i „apologetę dyktatorów”. Federico Finchelstein, naukowiec zajmujący się faszyzmem i populizmem, uznał Bolsonaro za polityka najbliższego Augusto Pinochetowi spośród liderów młodych południowoamerykańskich demokracji. Ze względu na swój otwarcie wyrażany podziw dla rządzącego w latach 2017–2021 prezydenta Stanów Zjednoczonych Donalda Trumpa, jest nazywany „brazylijskim odpowiednikiem Trumpa”, „brazylijskim Trumpem”, „Donaldem Trumpem z Ameryki Południowej”, „Donaldem Trumpem z Brazylii” lub „tropikalnym Trumpem”. Kilkukrotnie kierowano przeciwko niemu skargi do Międzynarodowego Trybunału Karnego w Hadze, między innymi zarzucając mu ludobójstwo rdzennej ludności Amazonii i zbrodnie przeciwko ludzkości.

## Życie prywatne
Trzykrotnie żonaty, ma pięcioro dzieci. Z małżeństwa z Rogérią Nantes Nunes (1993–2001) ma synów Carlosa, Flávio i Eduardo (deputowanego do Kongresu). Następnie żonaty z Aną Cristiną Vale, z którą miał syna, a od 2013 r. z Michelle Bolsonaro, z którą ma córkę. Bolsonaro ma silne wsparcie w środowiskach protestanckich. Kiedyś był katolikiem, a obecnie jest baptystą.

## Odznaczenia
Brazylijskie
- Krzyż Wielki Orderu Narodowego Zasługi (2019) – ex officio
- Medal Zasługi Ustawodawczej (2021)[43]
- Krzyż Wielki Orderu Zasługi Obronnej (2019) – ex officio
- Krzyż Wielki Orderu Zasługi Marynarskiej (2019)[44] – ex officio
- Krzyż Wielki Orderu Zasługi Wojskowej (2019)[45] – ex officio
- Krzyż Wielki Orderu Zasługi Lotniczej (2019)[44] – ex officio
- Krzyż Wielki Orderu Rio Branco (2019)[46] – ex officio
- Krzyż Wielki Orderu Zasługi Sądownictwa Wojskowego (2019)[47] – ex officio
- Wysokie Wyróżnienie Orderu Zasługi Sądownictwa Wojskowego (2009)[47]
- Krzyż Złoty Medalu Zasługi Mauá (2019)[48] – ex officio
- Krzyż Wielki Orderu Zasługi Prokuratury Wojskowej (2019)[49]
- Medal Rozjemcy z Palmą (2019)[44]
- Krzyż Wielki Orderu Zasługi Pracy (2019) – ex officio
- Wielki Łańcuch Orderu Zasługi Sądownictwa Pracy (2019)[50] – ex officio
- Krzyż Wielki Orderu Zasługi Komunikacyjnej (2019) – ex officio
- Krzyż Wielki Orderu Zasługi Naukowej (2019) – ex officio
- Krzyż Wielki Orderu Zasługi Kulturalnej (2019) – ex officio